# Nachtigal (Batchenga)
Pour les articles homonymes, voir Nachtigal.
Nachtigal  ou Natchigal est une localité de la région du Centre au Cameroun, localisée dans la commune de Batchenga et le département de la Lekié.

## Population
En 1965 Nachtigal comptait 165 habitants, principalement des Batschenga.
Lors du recensement de 2005, ce nombre s'élevait à 207.